# L'Enfer et moi
Chansons représentant la France au Concours Eurovision de la chanson
Echo (You and I)
(2012) Moustache
(2014)
L'Enfer et moi est une chanson interprétée par la chanteuse Amandine Bourgeois pour représenter la France au Concours Eurovision de la chanson de 2013 qui se déroulait à Malmö en Suède.

## Genèse
Ce titre a été proposé par le manager d'Amandine et sélectionné parmi dix-huit titres pour représenter la France au Concours Eurovision de la chanson 2013 qui se déroule à Malmö (Suède).
Amandine Bourgeois choisit cette chanson (paroles de Boris Bergman et musique de David Salkin), car, selon ses déclarations, c'est « une chanson qui me colle à la peau. »
La chanson est dévoilée le 13 mars 2013, d'abord par un extrait diffusé sur la station de radio RTL, puis intégralement sur le logiciel de streaming musical Spotify. La première interprétation publique d'Amandine Bougeois a lieu le 14 mars 2013 dans l'émission télévisée C à vous sur France 5. 
Il s'agit de la première chanson interprétée lors de la soirée du concours, avant Andrius Pojavis qui représentait la Lituanie avec Something. À l'issue du concours, L'Enfer et Moi a obtenu 23 points et se termine 23e sur 26.